# بيجار (باقران)
بيجار (بالفارسية: بیجار) هي مستوطنة تقع في إيران في قسم باقران الريفي. يقدر عدد سكانها بـ 149 نسمة .